# Udo Illig
Udo Illig (* 13. April 1897 in Graz; † 22. Jänner 1989 ebenda) war ein österreichischer Politiker (ÖVP).

## Leben
Udo Illig stammte aus einer Kaufmannsfamilie und studierte an der Karl-Franzens-Universität Graz Philosophie, Rechts- sowie Wirtschaftswissenschaften. Er promovierte nacheinander zum Dr. phil., Dr. iur. und Dr. rer. oec.
Er war in der Zeit von 1927 bis 1932 Abgeordneter des steirischen Landtages. Nach dem Zweiten Weltkrieg war er von 1945 bis 1953 Landesrat in der Steiermark und von 1953 bis 1956 Bundesminister für Handel und Wiederaufbau.
In seiner Zeit als Minister lief die verstärkte Hilfe der US-Amerikaner in Form der ERP-Mittel aus. Da er als Handelsminister versuchte, eine ausgewogene Handelspolitik sowohl mit dem Osten als auch mit dem Westen zu erreichen, kritisierte er auch die zu engen Bindungen an die Amerikaner, was zu Verstimmungen mit den USA führte.
In der Zeit von 1957 bis 1980 war er Eigentümer der Burg Schlaining, bevor sie in den Besitz des Landes Burgenland kam.

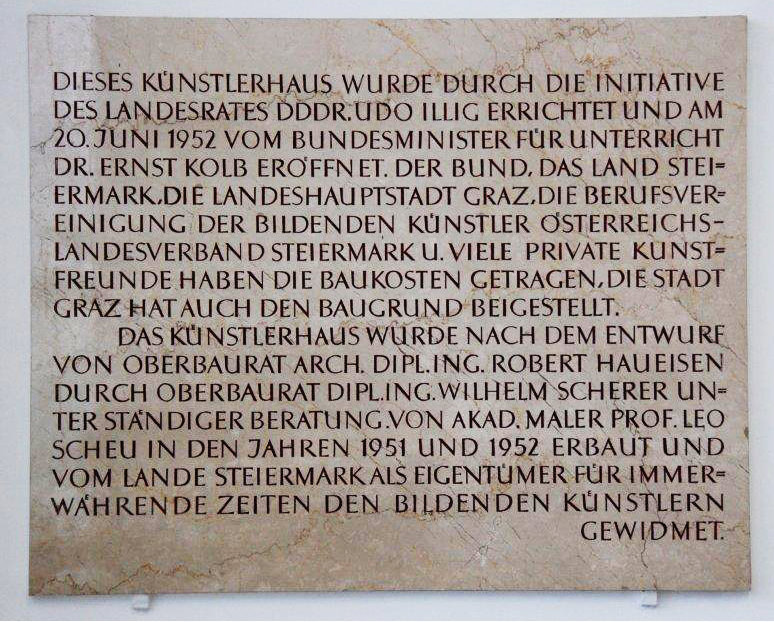
Um die Bau- und Gründungsgeschichte des Künstlerhauses Graz und die Verdienste von Udo Illig zu dokumentieren, wurde eine Steintafel an der Fassade des Künstlerhauses montiert.

Als Minister setzte er sich für die Errichtung des Künstlerhauses Graz als Ausstellungsort für moderne Kunst ein, dessen Kuratoriumsvorsitzender er bis zu seinem Tod war.

## Auszeichnungen (Auszug)
- Ehrenring des Landes Steiermark
- Großes Goldenes Ehrenzeichen am Bande für Verdienste um die Republik Österreich
- Ehrenring der Stadt Graz

## Werke
- Das Salzburger Fragment der Sächsischen Weltchronik. Udo Illig (Herausgeber), Leuschner & Lubensky; Graz, 1924
- Wehrwirtschaftliches bei deutschen Merkantilisten. Illig, Udo (Verfasser) 1942